# Beloi (Usubemaço)
Beloi ist ein Dorf auf der südostasiatischen Insel Atauro, die zu Osttimor gehört.

## Geographie
Beloi liegt an der Ostküste der Insel Atauro. Es ist der Hauptort der Aldeia Usubemaço und des Sucos Beloi (Gemeinde Atauro). Beloi liegt auf einer Meereshöhe von 0 m.
Die Landschaft um den Ort Beloi ist geprägt von Eukalyptusbäumen (Eucalyptus alba), im Flachland finden sich aber immer mehr Palmen.

## Einrichtungen

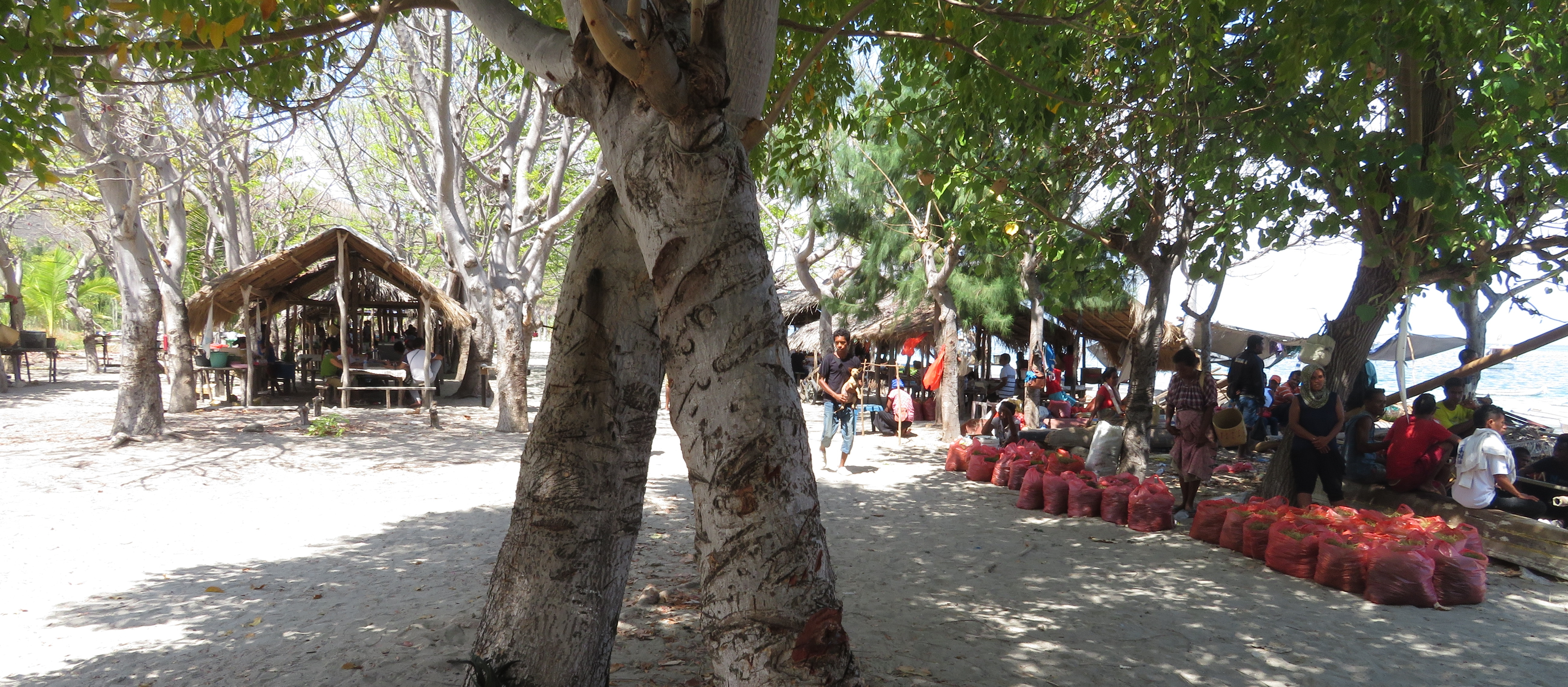
Der Markt am Fähranleger

Im Dorf Beloi befinden sich der Sitz des Sucos Beloi und die Grundschule Beloi. Außerdem gibt es in dem Ort einen  Hubschrauberlandeplatz für Notfälle, eine evangelische und eine katholische Kirche. Der Stützpunkt der Unidade da Polícia Marítima (UPM) in Beloi wurde im Juni 2021 durch einen neuen in Akrema ersetzt.
Von der Landeshauptstadt Dili aus erreicht jeden Samstag eine Fähre nach zweieinhalb Stunden Fahrt Beloi. Zwischen Ankunft und Abfahrt der Fähre wird am Hafen ein kleiner Markt abgehalten.
2021 wurde wegen der COVID-19-Pandemie in Beloi eine Quarantänestation eingerichtet.

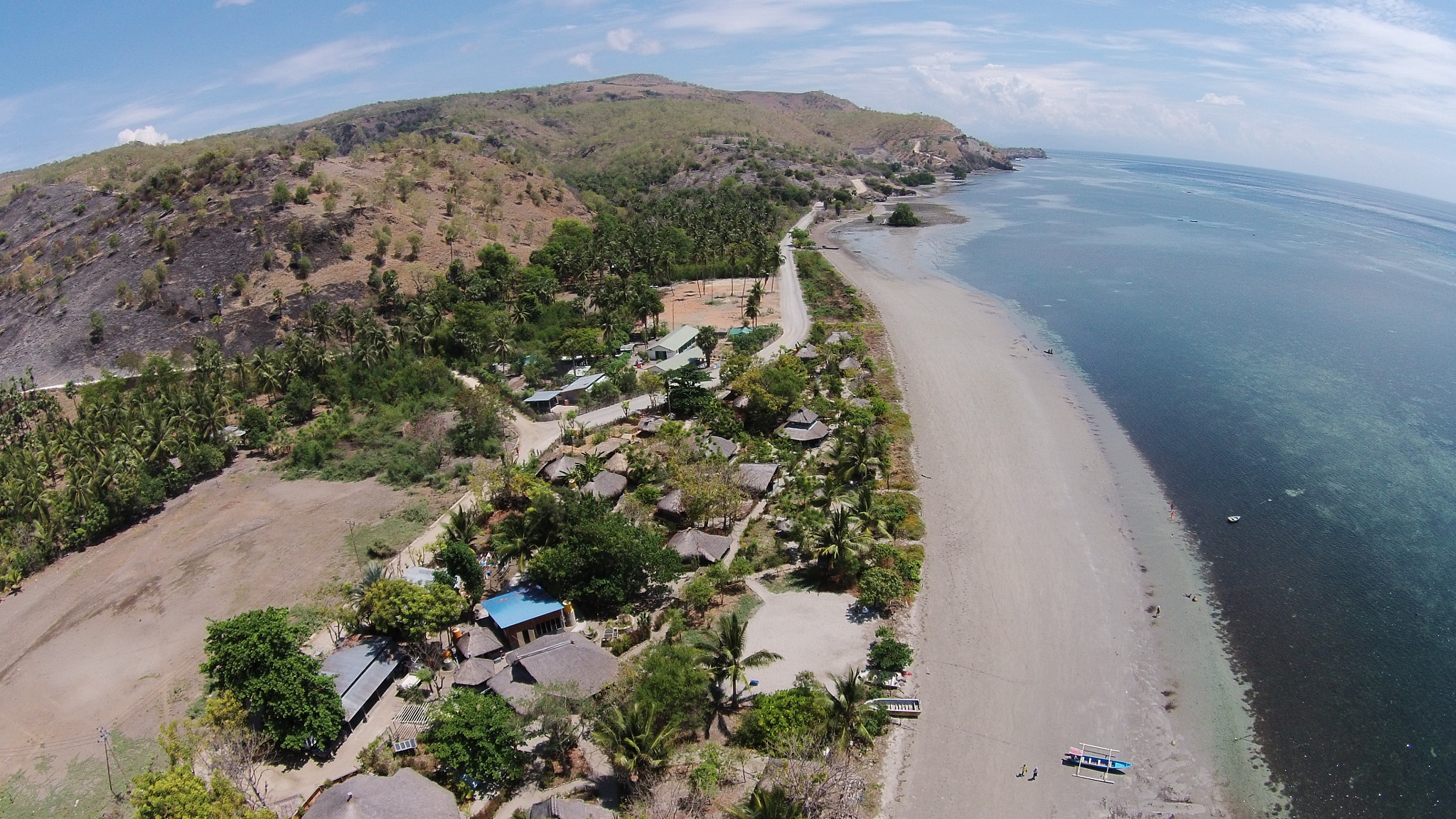
Norden
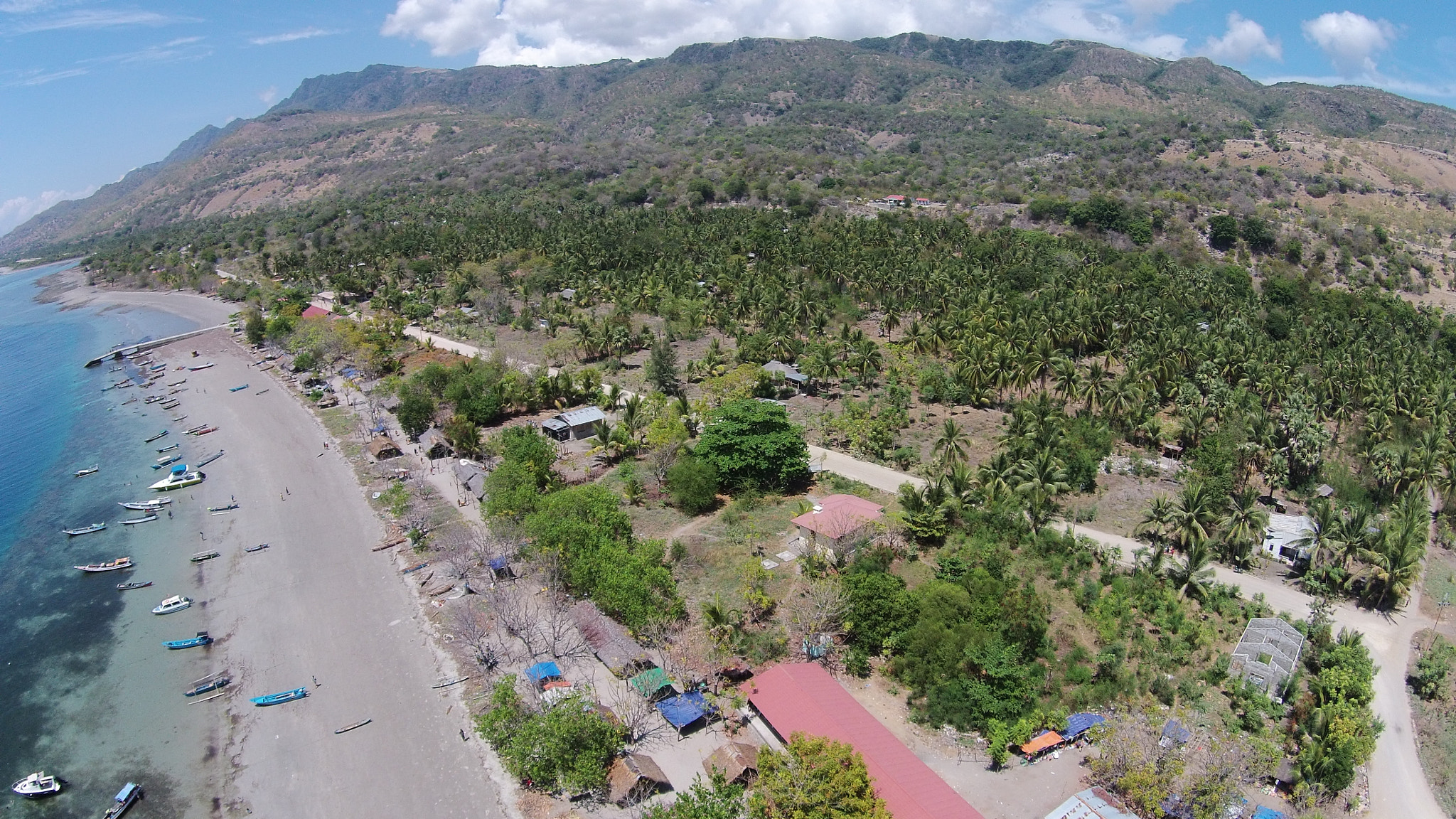
Süden
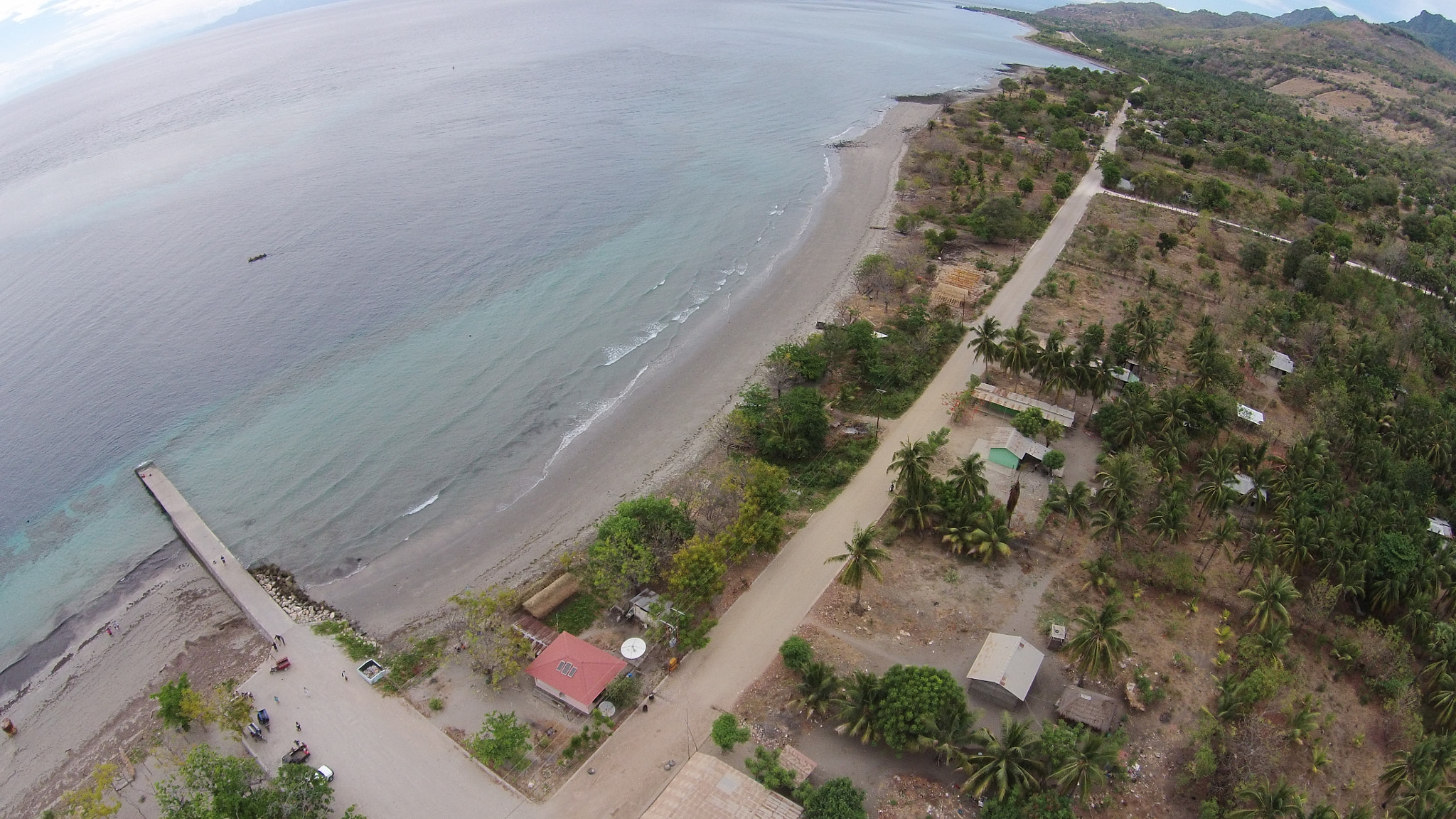
Die Anlegestelle